# 三次鉄道部
三次鉄道部（みよしてつどうぶ）とは、広島県三次市にあった西日本旅客鉄道（JR西日本）の鉄道部の一つである。
本項では三次機関区についても記述する。

## 概要
ローカル線の活性化と効率的な鉄道運営ができるように1991年4月1日から鉄道部制度を導入し、広島県北東部を中心に三次鉄道部が運営するように改められた。
三次駅構内にあり、中国統括本部が管轄している。
- 芸備線：備後落合駅（構内を除く[2]） - 井原市駅（構内を除く[3]）間
- 福塩線：府中駅（構内を除く[4]） - 塩町駅間

## 所属車両
三次鉄道部に所属する車両はなく、下関総合車両所広島支所所属のキハ120系気動車が常駐する。

## 乗務範囲
乗務員は運転士のみ所属しているが、かつては車掌も所属していた。
- 芸備線：備後落合駅 - 広島駅間
- 福塩線：府中駅 - 塩町駅間

## 歴史
- 1974年（昭和49年）1月16日：芸備線管理所が廃止され、三次運転区が発足[5]。
- 1989年（平成元年）3月11日：三次運転区と広島車掌区三次派出所が統合し、三次列車区が発足[6][7][8]。
- 1991年（平成3年）4月1日：鉄道部制度に伴い、第2次鉄道部として発足。三次列車区が統合される[7]。
- 2001年（平成13年）4月1日：口羽駅 - 三次駅（構内を除く）間を米子支社浜田鉄道部に移管[9]。
- 2002年（平成14年）4月：府中駅 - 塩町駅間を、岡山支社府中鉄道部から移管（府中駅を除く）[10]。
- 2022年（令和4年）10月1日：上部組織を広島支社から中国統括本部に移管（地域共生・部門間連携・異常時への対応は広島支社が担当）。
- 2024年（令和6年）6月1日 - 三次鉄道部廃止。駅管理業務は三次管理駅、乗務員区所は三次運転区、保線関係は広島保線区三次管理室に改組。

## 三次機関区

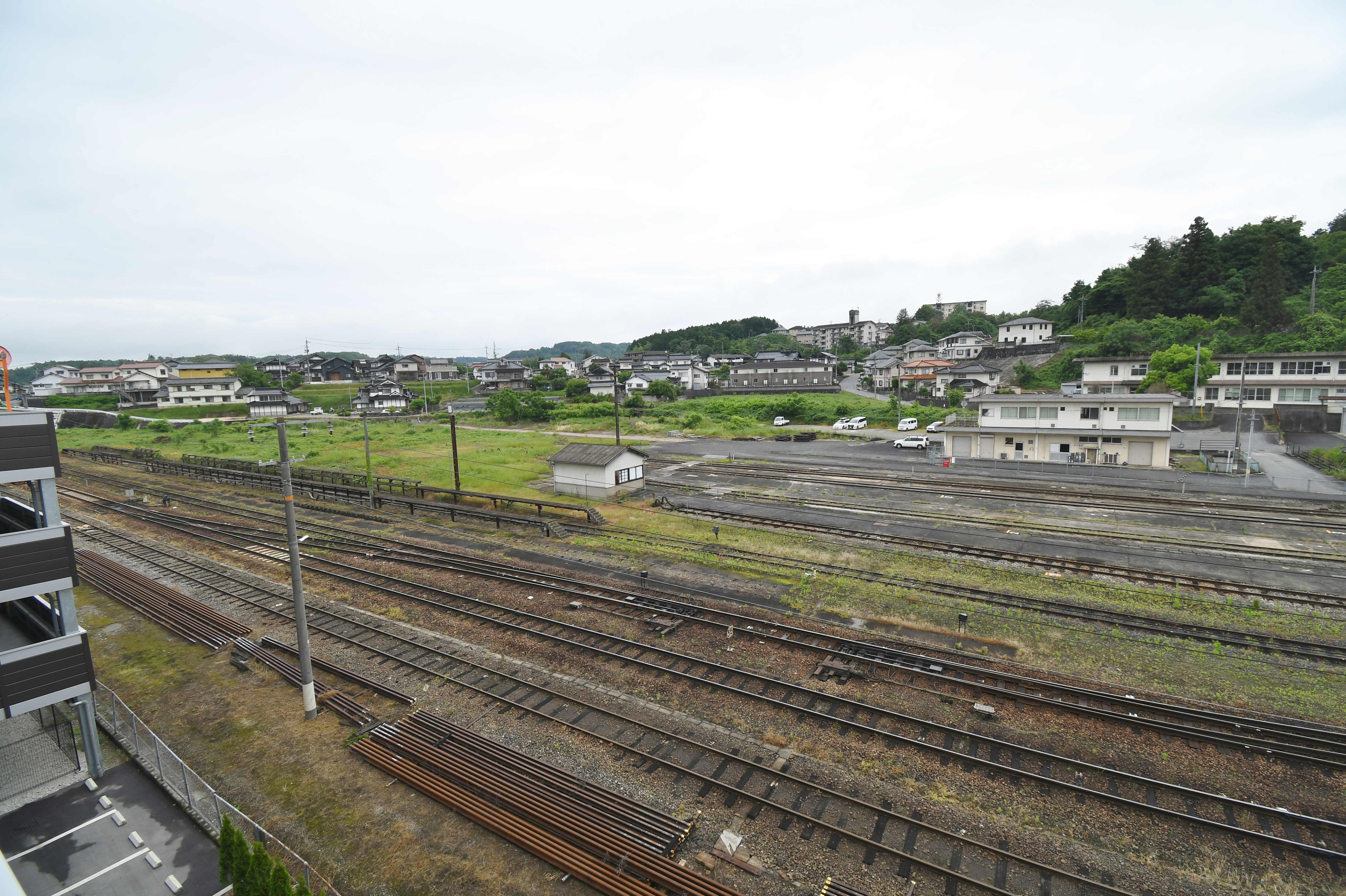
機関区跡（2025年5月）

三次機関区は芸備鉄道の国有化を契機に、1933年11月15日に広島機関庫備後十日市分庫として開設され（1936年10月10日備後十日市機関区に改称）8620形・C12形・C56形などの蒸気機関車が配置されていた。戦後は、C58形も配置されていた。1954年12月10日に三次機関区に改称。1963年9月20日に芸備線管理所が発足し移管。1971年3月に無煙化。かつては扇形機関車庫があったが撤去された。なお、転車台が2016年4月まで残されていたが、東武鉄道でのSL運転のため同社に譲渡され、鬼怒川温泉駅に移設された。